# Regierungsbezirk Münster

Logo der Bezirksregierung Münster

Der Regierungsbezirk Münster ist einer von fünf Regierungsbezirken in Nordrhein-Westfalen, besteht seit 1816 und gehörte bis 1946 zur preußischen Provinz Westfalen. Erster Regierungspräsident war Ludwig von Vincke. Verwaltungssitz ist Münster.
Im Vergleich mit dem Bruttoinlandsprodukt pro Kopf der Europäischen Union, ausgedrückt in Kaufkraftparität, erreichte der Regierungsbezirk Münster im Jahr 2015 einen Index von 105 (EU-28: 100).

## Geographie
Der Regierungsbezirk Münster liegt im Norden Nordrhein-Westfalens. Innerhalb des Landes grenzt er an die Regierungsbezirke Detmold im Osten, Arnsberg im Süden und Düsseldorf im Südwesten, ansonsten an das Land Niedersachsen im Norden und die Niederlande im Westen. Der Bezirk umfasst zum größeren Teil das überwiegend ländlich geprägte Münsterland. Im Nordosten befindet sich das Tecklenburger Land. Im Südwesten hat er Anteil am städtischen Ballungsraum Ruhrgebiet mit einer deutlich höheren Bevölkerungsdichte. Zum Regierungsbezirk Münster gehört eine Exklave der Stadt Gelsenkirchen im Stadtgebiet von Bochum (Regierungsbezirk Arnsberg).
Die höchste Erhebung des Regierungsbezirks Münster ist der Westerbecker Berg in der Gemeinde Lienen mit einer Höhe von 236 m ü. NHN und liegt im Teutoburger Wald.

## Verwaltungsgliederung
Der Regierungsbezirk besteht aus fünf Kreisen mit insgesamt 75 kreisangehörigen Gemeinden und drei kreisfreien Städten.
| Kreise - Borken - Coesfeld - Recklinghausen - Steinfurt - Warendorf Kreisfreie Städte - Bottrop - Gelsenkirchen - Münster |

## Geschichte
Vor dem Reichsdeputationshauptschluss 1803 bestanden auf dem Gebiet des heutigen Regierungsbezirks das Hochstift Münster, die Grafschaften Tecklenburg, Ober-Lingen und Steinfurt, die Herrschaften Anholt und Gemen sowie das Vest Recklinghausen, das zu Kurköln gehörte. Nachdem das Stift Münster säkularisiert und als Erbfürstentum Münster an Preußen gefallen war, wurde als Vorläufer der späteren Bezirksregierung 1803 in Münster eine Kriegs- und Domänenkammer unter Leitung des Freiherrn vom Stein eingerichtet. Während der Franzosenzeit war Münster von 1808 bis 1811 Verwaltungssitz des Departement der Ems im Großherzogtum Berg und von 1811 bis 1813 des Département Lippe im französischen Kaiserreich. Von 1813 bis 1815 gehörten Münster und das Münsterland zum Generalgouvernement zwischen Weser und Rhein.
Die Geschichte des heutigen Regierungsbezirks Münster geht auf die preußische Verordnung über die verbesserte Einrichtung der Provinzialbehörden vom 30. April 1815 zurück. Damals wurde Preußens Verwaltung nach dem Wiener Kongress neu geordnet und zunächst in zehn Provinzen eingeteilt, denen jeweils zwei oder mehr Regierungsbezirke angehören, diese in mehrere Kreise untergliedert werden sollten. Eine der neu gebildeten Provinzen war die Provinz Westfalen. Die Einteilung der Provinz Westfalen und die Bildung der Regierungsbezirke Münster, Minden und Arnsberg wurde mit Bekanntmachung vom 25. Juli 1816 verfügt. Im Verlauf der Gründung nahm der von Friedrich Wilhelm III. zum Oberpräsidenten ernannte Ludwig Freiherr von Vincke bereits am 25. Mai 1815 seine Amtsgeschäfte in der Provinzialhauptstadt auf.
Die Verwaltungsgliederung sah ab 1816 wie folgt aus:
Kreise:
1. Kreis Ahaus (bis zum 31. Dezember 1974, anschließend im Kreis Borken)
2. Kreis Beckum (bis zum 31. Dezember 1974, anschließend im Kreis Warendorf)
3. Kreis Borken (ab dem 1. Januar 1975 mit dem Kreis Ahaus und der Stadt Bocholt)
4. Kreis Coesfeld (ab dem 1. Januar 1975 mit großen Teilen des Kreises Lüdinghausen und Gebietsteilen des Kreises Münster)
5. Kreis Lüdinghausen (bis zum 31. Dezember 1974, anschließend Aufteilung auf die Kreise Coesfeld, Warendorf und Unna [im Regierungsbezirk Arnsberg]; Bockum-Hövel wurde in die Stadt Hamm [im Regierungsbezirk Arnsberg] eingemeindet)
6. Kreis Münster (bis zum 31. Dezember 1974, dann Aufteilung auf die kreisfreie Stadt Münster und die Kreise Coesfeld, Steinfurt und Warendorf)
7. Kreis Recklinghausen (ab dem 1. Januar 1975 mit den bisher kreisfreien Städten Recklinghausen und Castrop-Rauxel [bisher im Regierungsbezirk Arnsberg], ab dem 1. Juli 1976 auch mit der bisher kreisfreien Stadt Gladbeck)
8. Kreis Steinfurt (ab dem 1. Januar 1975 mit dem Kreis Tecklenburg und Gebietsteilen des Kreises Münster)
9. Kreis Tecklenburg (bis zum 31. Dezember 1974, anschließend im Kreis Steinfurt)
10. Kreis Warendorf (ab dem 1. Januar 1975 mit großen Teilen des Kreises Beckum und Gebietsteilen der Kreise Münster und Lüdinghausen)

Kreisfreie Städte:
1. Bocholt (seit 1923 kreisfrei, ab dem 1. Januar 1975 wieder im Kreis Borken)
2. Bottrop (seit 1921 kreisfrei, ab dem 1. Januar bis zum 5. Dezember 1975 um die kreisfreie Stadt Gladbeck und Kirchhellen, Kreis Recklinghausen, vergrößert, ab dem 1. Juli 1976 kam Kirchhellen endgültig zu Bottrop)
3. Buer (von 1912 bis 1928 kreisfrei, ab dem 1. April 1928 Teil von Gelsenkirchen)
4. Gelsenkirchen (bis einschließlich März 1928 Teil des Regierungsbezirks Arnsberg, ab dem 1. Januar 1975 mit kleinen Gebietsteilen der ehemaligen Gemeinde Altendorf-Ulfkotte, Kreis Recklinghausen)
5. Gladbeck (seit 1921 kreisfrei, ab dem 1. Januar bis zum 5. Dezember 1975 in der Stadt Bottrop, anschließend wieder kreisfrei, ab dem 1. Juli 1976 wieder im Kreis Recklinghausen)
6. Münster (ab dem 1. Januar 1975 mit etlichen Gemeinden des Kreises Münster)
7. Osterfeld (von 1922 bis 1929 kreisfrei, ab dem 1. August 1929 Teil von Oberhausen, Regierungsbezirk Düsseldorf)
8. Recklinghausen (seit 1901 kreisfrei, ab dem 1. Januar 1975 wieder im Kreis Recklinghausen)

Nach dem Gesetz über die kommunale Neugliederung des rheinisch-westfälischen Industriegebiets vom 29. Juli 1929 bewirkte die nordrhein-westfälische Gebietsreform 1975 eine weitgehende Neuordnung der Kreise und kreisfreien Städte und brachte die aktuelle Einteilung hervor.

## Regierungspräsidenten

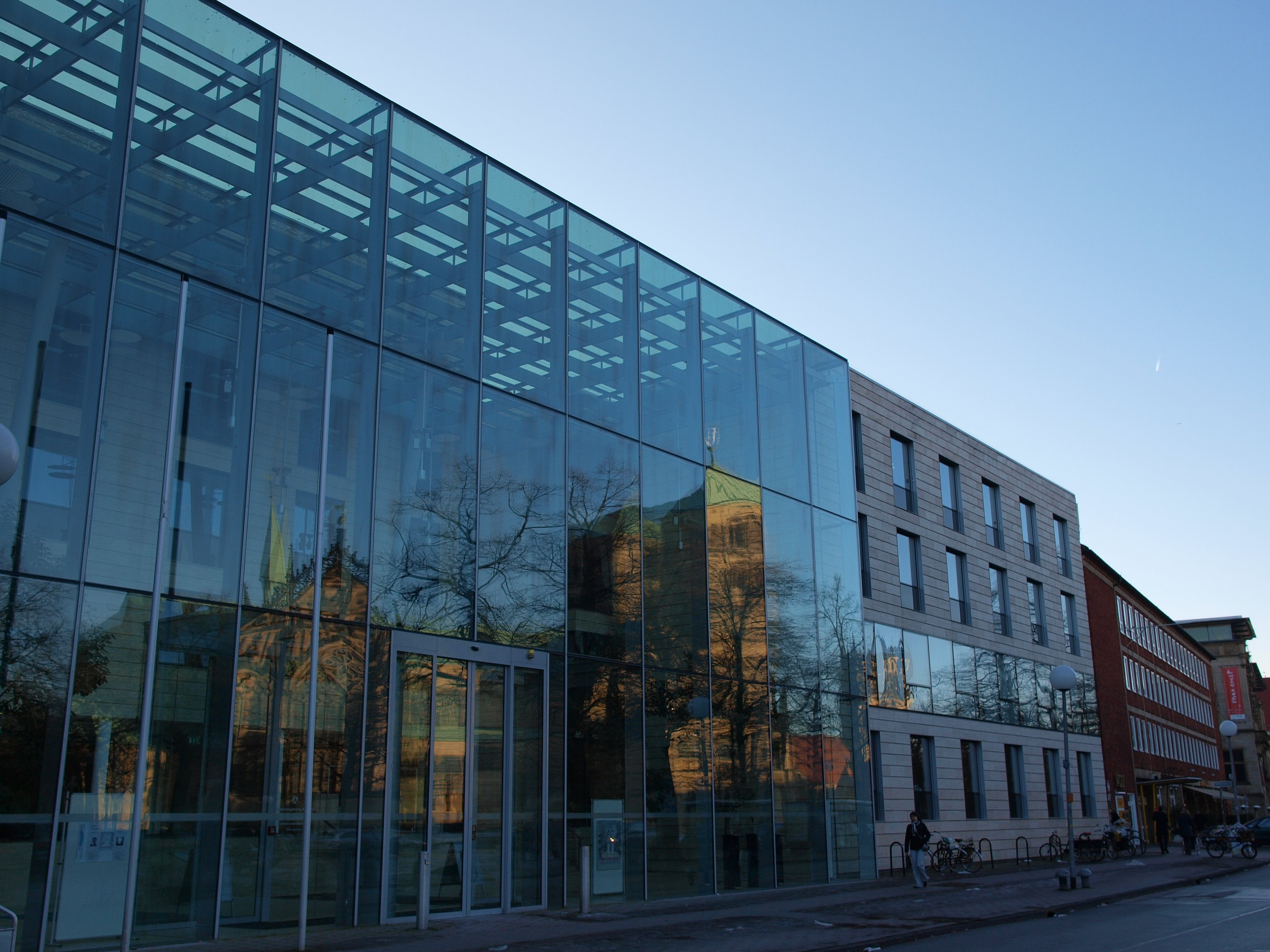
Sitz der Bezirksregierung am Domplatz Münster

| Zeitraum              | Regierungspräsident(in)          | Partei    |
| 1816–1844             | Ludwig von Vincke                |           |
| 1845–1846             | Justus Wilhelm von Schaper       |           |
| 1846–1849             | Eduard Heinrich von Flottwell    |           |
| 1850–1871             | Franz von Duesberg               |           |
| 1871–1882             | Friedrich von Kühlwetter         |           |
| 1883–1889             | Norbert Eduard von Hagemeister   |           |
| 1887–1890             | August von Liebermann            |           |
| 1890–1897             | Hermann Schwarzenberg            |           |
| 1897–1909             | Alfred Gescher                   | DKP       |
| 1909–1913             | Jaroslaw von Jarotzky            |           |
| 1913–1922             | Felix von Merveldt               | DNVP      |
| 1922–1926             | Heinrich Haslinde                |           |
| 1926                  | Carl Hettlage                    |           |
| 1926–1932             | Rudolf Amelunxen                 | Zentrum   |
| 1932–1933             | Hermann Pünder                   | Zentrum   |
| 1933–1934             | Kurt Matthaei                    | NSDAP     |
| 1934–1941             | Kurt Klemm                       | NSDAP     |
| 1941–1943             | Günther von Stosch               | NSDAP     |
| 1943                  | Theodor Fründt                   | NSDAP     |
| 1944–1945             | Walter Ruhs                      | NSDAP     |
| 1945                  | Clemens von Oer                  |           |
| 1945–1956             | Franz Hackethal                  |           |
| 1957–1958             | Bernhard Reismann                | Zentrum   |
| 1959–1973             | Josef Schneeberger               | CDU       |
| 1973–1978             | Egbert Möcklinghoff              | CDU       |
| 1978–1995             | Erwin Schleberger                | CDU       |
| 1995–2007             | Jörg Twenhöven                   | CDU       |
| 01.09.2007–31.05.2011 | Peter Paziorek                   | CDU       |
| 01.06.2011–30.09.2011 | Dorothee Feller (kommissarisch)  | parteilos |
| 01.10.2011–31.08.2017 | Reinhard Klenke                  | CDU       |
| 31.08.2017–29.06.2022 | Dorothee Feller                  | CDU       |
| 29.06.2022–31.08.2022 | Ansgar Scheipers (kommissarisch) | parteilos |
| seit 01.09.2022       | Andreas Bothe                    | FDP       |

## Einwohnerentwicklung
Die folgende Übersicht zeigt die Einwohnerzahlen des Regierungsbezirks Münster nach dem jeweiligen Gebietsstand. Bei den Zahlen handelt es sich bis 1970 um Volkszählungsergebnisse und ab 1975 um amtliche Fortschreibungen des Statistischen Landesamtes. Die Zahlen für 1975, 1980 und 1985 sind geschätzte Werte, die Zahlen ab 1987 Fortschreibungen auf Basis der Ergebnisse der Volkszählung von 1987. Die Angaben beziehen sich für 1837 auf die „Zivilbevölkerung“, ab 1861 auf die „Ortsanwesende Bevölkerung“, ab 1925 auf die Wohnbevölkerung und ab 1987 auf die „Bevölkerung am Ort der Hauptwohnung“.
| Jahr             | Einwohner |
| ---------------- | --------- |
| 1819             | 360.762   |
| 1837 A           | 402.144   |
| 1861 (3. Dez.) A | 442.397   |
| 1867 (3. Dez.) A | 439.213   |
| 1871 (1. Dez.) A | 435.805   |
| 1880 (1. Dez.) A | 470.644   |
| 1885 (1. Dez.) A | 494.275   |
| 1890 (1. Dez.) A | 536.241   |
| 1900 (1. Dez.) A | 699.583   |

| Jahr              | Einwohner |
| ----------------- | --------- |
| 1910 (1. Dez.) A  | 989.119   |
| 1925 (16. Juni) A | 1.283.281 |
| 1939 (17. Mai) A  | 1.602.720 |
| 1950 (13. Sep.) A | 1.909.791 |
| 1961 (6. Juni) A  | 2.259.344 |
| 1970 (27. Mai) A  | 2.402.124 |
| 1975 (31. Dez.)   | 2.404.220 |
| 1980 (31. Dez.)   | 2.416.680 |
| 1985 (31. Dez.)   | 2.402.257 |

| Jahr             | Einwohner |
| ---------------- | --------- |
| 1987 (25. Mai) A | 2.389.192 |
| 1990 (31. Dez.)  | 2.476.470 |
| 1995 (31. Dez.)  | 2.573.490 |
| 2000 (31. Dez.)  | 2.612.301 |
| 2005 (31. Dez.)  | 2.622.623 |
| 2008 (31. Dez.)  | 2.605.365 |
| 2011 (31. Dez.)  | 2.572.221 |
| 2013 (31. Dez.)  | 2.574.148 |
| 2014 (31. Dez.)  | 2.580.664 |

## Regionalrat
- GRÜNE: 4
- SPD: 4
- FDP: 1
- CDU: 8

Der Regionalrat wird nach jeder Kommunalwahl aufgrund der Kommunalwahlergebnisse (Stadtrats- bzw. Gemeinderatswahl) der kreisangehörigen Gemeinden der Kreise Borken, Coesfeld, Steinfurt und Warendorf sowie der kreisfreien Stadt Münster gebildet. Die kreisfreien Städte Bottrop und Gelsenkirchen sowie der Kreis Recklinghausen sind nicht im Regionalrat repräsentiert, da für sie die Verbandsversammlung des Regionalverbands Ruhr die Funktion des Regionalrats übernimmt.
Aktuell gibt es im Regionalrat folgende Sitzverteilung nach Fraktionen (Stand September 2020):
| CDU | GRÜNE | SPD | Fraktionslos | Gesamt |
| --- | ----- | --- | ------------ | ------ |
| 8   | 4     | 4   | 1            | 17     |
|     |       |     | FDP 1        |        |